# 1545
1545 (MDXLV) var ett normalår som började en torsdag i den julianska kalendern.

## Händelser

### April
- 15 april – Linköping, Sverige härjas av brand, varvid bland annat delar av domkyrkan förstörs.[1]

### Okänt datum
- Vadstena slott anläggs.
- Gustav Vasa väntar sig anfall från Ryssland och Tyskland och gör därför försvarsförberedelser.
- Olaus Magnus blir svensk delegat på Tridentinska kyrkomötet.
- Gustav Vasa planerar att anlägga slussar vid Dannemora bergvik, vilket dock ej kommer till utförande.
- Gustav Vasa försöker anordna en insamling för att kunna bekämpa osmanerna.
- Hertigdömet Parma och Piacenza avskiljs från Kyrkostaten och blir ett ärftligt hertigdöme under släkten Farnese.

## Födda
- 28 april – Yi Sun-shin, koreansk amiral.
- 9 juni – Anna Maria Vasa, svensk prinsessa, dotter till Gustav Vasa och Margareta Eriksdotter (Leijonhufvud).
- 7 december – Henry Stuart, skotsk prinsgemål 1565–1567 (gift med Maria I)
- Barthélemy de Laffemas, fransk ekonom och författare.

## Avlidna
- 15 juni – Elisabet av Österrike, drottning av Polen.
- 12 augusti – Maria av Portugal, kronprinsessa av Spanien.
- Engel Korsendochter, nederländsk katolsk aktivist.

### Fotnoter
1. ↑  ”Värmlands brandhistoriska klubb”. Arkiverad från originalet den 12 oktober 2011. https://www.webcitation.org/62NB7kO36?url=http://www.brandhistoriska.org/olyckor_se.html. Läst 18 mars 2011.